# 中
中 est un sinogramme et kanji composé de 4 traits. Il signifie « milieu ».
Zhōng en est la transcription en pinyin. En japonais, il se lit チュウ (chū) en lecture on et なか (naka) ; あたる (ataru) ou うち (uchi) en lecture kun.
Il fait partie des kyôiku kanji et est étudié en 1re année.

## Histoire
中 fait partie de l'ensemble des kanjis issus des caractères chinois de la dynastie chinoise Hàn empruntés aux Chinois et utilisés en langue japonaise.

## Exemple en chinois
- ZhōngGuó (chinois traditionnel : 中國 ; chinois simplifié : 中国), l'Empire du milieu, le nom de la Chine en chinois.

## Exemples en japonais
- 中 (naka) : intérieur, centre
- 中国 (Chuugoku) : la Chine
- 中間 (chuukan) : milieu
- 真中 (mannaka) : milieu
- 夜中 (yonaka) : en pleine nuit
- 背中 (senaka) : dos
- 一日中 (ichinichijuu) : toute la journée
- 忌中 (kichuu) : en deuil